# Bolberg
Der Bolberg ist ein 881 m ü. NHN hoher Gipfel am Nordrand der Schwäbischen Alb.

## Lage
Vom Bolberg aus sind es nach Willmandingen im Süden 2 km, nach Undingen im Südosten 2,5 km, nach Genkingen im Osten 3 km (alle drei Ortsteile von Sonnenbühl), nach Gönningen (Reutlingen) im Norden 3 km, nach Öschingen im Nordwesten 1,5 km und nach Talheim im Südwesten 2 km (beide Ortsteile von Mössingen).

## Gipfel
Auf dem frei begehbaren touristischen Hauptgipfel befindet sich die Willmandinger Albvereinshütte, eine Schutzhütte mit einer Feuerstelle. Bei entsprechend guter Wetterlage hat man eine gute Fernsicht, nach Süden bis zu den Alpen und nach Norden bis zum Stuttgarter Fernsehturm. Eine Orientierungstafel am Aussichtspunkt weist auf die Berge und Orte in der Ferne. 
Ein weiterer, minimal höherer, und völlig bewaldeter Kulminationspunkt befindet sich im Südosten des Bolberges. Hier befindet sich auch mit 881 m ü. NHN der höchste Punkt des Landkreises Reutlingen.
Der Ort Sonnenbühl betreibt die 14 km lange Bolberg-Loipe rund um den Berg, die meist über freies Gelände verläuft.